# Akira Fantini
Akira Fantini (japanisch ファンティーニ 燦 Fantini Akira; * 24. Mai 1998 in der Präfektur Chiba) ist ein japanisch-italienischer Fußballspieler.

## Karriere
Fantini erlernte das Fußballspielen in der Jugendmannschaft vom AC Cesena in Italien. Seinen ersten Vertrag unterschrieb er 2017 bei Sagan Tosu. Der Verein aus Tosu spielte in der höchsten Liga des Landes, der J1 League. Hier kam er in der ersten Liga nicht zum Einsatz. Die Saison 2019 war er vertrags- und vereinslos. Im Februar 2020 nahm ihn der Fukushima United FC unter Vertrag. Der Verein aus Fukushima spielte in der dritten japanischen Liga, der J3 League. Bis Ende 2021 absolvierte er 21 Ligaspiele für Fukushima. Im Februar 2022 wechselte er auf Leihbasis zum Zweitligisten Renofa Yamaguchi FC. Für den Klub aus Yamaguchi kam er nicht zum Einsatz. Nach der Ausleihe kehrte er Ende Januar 2023 nach Fukushima zurück. Nach insgesamt 21 Ligaeinsätzen für Fukushima wechselte er im Januar 2024 nach Kyōto zum Erstligisten Kyōto Sanga.